# Cross Gene
Cross Gene (크로스진?); sono un gruppo musicale sudcoreano formatosi a Seul sotto l'Amuse Korea, il gruppo è composto da quattro membri: Shin, Sangmin, Yongseok e Seyoung. Pubblicarono il loro EP di debutto Timeless: Begins nel 2012, che raggiunse l'ottavo posto nella classifica settimanale degli album Gaon.

## Storia

### 2012: formazione eTimeless: Begins
Il 26 maggio 2012, Amuse Korea rivelò che avrebbe fatto debuttare un gruppo multinazionale composto da cantanti coreani, giapponesi e cinesi. Tra i membri, Shin Won-ho (Shin), un attore precedentemente apparso in drama televisivi e pubblicità. La casa discografica spiegò il significato che stava dietro al nome del gruppo, affermando che il gruppo avrebbe "incrociato i migliori geni di ogni stato per creare un gruppo perfetto". I Cross Gene originariamente erano composti da tre membri coreani, due membri cinesi e un membro giapponese.
Il 7 giugno, il gruppo tenne il suo primo spettacolo alla sala concerti Ax Korea. Pubblicarono il loro primo mini-album Timeless: Begins l'8 giugno. Dieci giorni dopo, venne pubblicata un'edizione limitata del mini-album. Timeless: Begins debuttò al #9 posto nella classifica settimanale degli album Gaon, e raggiunse l'#8 posto la settimana seguente.

### 2013: cambio di membri, promozioni in Giappone eWith U
Nel gennaio 2013, Amuse Korea annunciò che Seyoung si sarebbe unito ai Cross Gene come nuovo membro. Rimpiazzò J.G., che aveva lasciato i Cross Gene per iniziare una carriera da solista. A seguito dell'abbandono di J.G., Takuya si dimise dalla sua posizione di leader che venne data a Shin.
Il 27 febbraio, i Cross Gene pubblicarono il loro singolo di debutto giapponese, "Shooting Star". Si esibirono per la prima volta con quella canzone durante un evento promozionale del drama coreano Big in Giappone. L'album del loro singolo giapponese venne pubblicato il 13 marzo, seguito dal singolo digitale "Crazy" il 29 maggio. Il 31 maggio, i Cross Gene tennero il loro primo concerto giapponese, Cross U, a Shibuya O-East, durante in quale il gruppo parlò della partenza di J.G. e il cambio di leader.
Il 1º agosto, i Cross Gene pubblicarono il singolo digitale "Dirty Pop", seguito da uno speciale photobook CD, With U. Il photobook era in distribuzione limitata e non venne reso disponibile al di fuori della sede del concerto fino a fine 2014. I Cross Gene tennero altri due concerti – With U il 22 agosto allo Shibuya Public Hall e un'ulteriore esibizione il 31 agosto all'Umeda Club Quattro. Il concerto al Shibuya Public Hall sarà successivamente pubblicarono in DVD nello stesso formato photobook dell'EP With U.
Cross Gene Planet, il fansite giapponese ufficiale, venne inaugurato il 2 settembre. Durante l'ultima parte dell'anno i Cross Gene pubblicarono altri tre singoli digitali in Giappone: "My Love Song" ad ottobre, "Page of Love" a novembre e "Aurora" a dicembre. Durante novembre, i Cross Gene cominciarono anche delle attività in Cina, esibendosi per ATV alla competizione Mr. Asia. Fecero anche un fanmeeting e un'esibizione al Dragon Centre di Hong Kong. Il 28 novembre, i Cross Gene ricevettero un Premio Rookie ai 21° Korean Culture and Entertainment Awards.
La terza esibizione live dei Cross Gene in Giappone, Rock U, si tenne il 6 dicembre all'Umeda Club Quattro e il 14 e 15 dicembre come parte dell'Amuse Musical Theatre. A seguito della conclusione di Rock U, il gruppo accennò un futuro progetto – Project Z. Parteciparono anche al concerto Super Handsome Live 2013 il 26 e 27 dicembre.

### 2014: singoli digitali,ZEDDe altre apparizioni
All'inizio del 2014, i Cross Gene andarono a Los Angeles per girare il film ZEDD.
Il 6 aprile, un teaser video per il singolo "Amazing (Bad Lady)" venne caricato sul loro canale ufficiale YouTube seguito da un teaser del video musicale il 14. Il loro comeback era inizialmente programmato per il 21 aprile, ma venne rimandato in rispetto delle vittime del Naufragio del Sewol e delle loro famiglie.
Il 29 maggio, i Cross Gene tornarono ad Hong Kong per esibirsi allo speciale del 50º Anniversario di ATV. Fecero anche un secondo fanmeeting e un'esibizione al Dragon Centre di Hong Kong.
Il gruppo pubblicò il singolo digitale coreano "Amazing (Bad Lady)" il 9 giugno, a seguito di un'assenza di quasi 2 anni. Tuttavia, Casper si assentò da tutte le relative promozioni per una lesione all'anca e alla parte bassa della schiena. Il 26 giugno, i Cross Gene pubblicarono un video musicale per la versione coreana di "Shooting Star". Il 28 giugno, fecero la loro quarta esibizione live giapponese Amazing de Show alla Differ Ariake Arena di Tokyo. Casper riuscì a tornare e ad esibirsi con loro. Un altro spettacolo, Cross Show: ZEDD, venne annunciato per ottobre. Durante luglio e agosto, i Cross Gene parteciparono a festival musicali giapponesi tra cui Amuse BBQ 2014, Summer Sonic ad Osaka, e fecero l'esibizione di apertura per Asia Departure su A-Nation Island. Takuya partecipò anche allo show televisivo coreano Non-Summit come rappresentante del Giappone.
Il 10 settembre, i Cross Gene pubblicarono un video musicale per "Billion Dolla", la traccia principale del loro film ZEDD, che venne pubblicato in DVD il 24 settembre. I Cross Gene si esibirono al Cross Show: Zedd a Tokyo il 12 e 13 ottobre per un totale di quattro spettacoli in due giorni. Durante il Cross Show: Zedd, annunciarono anche un comeback giapponese programmato per il 14 gennaio 2015 con un nuovo singolo chiamato "Future". Postarono anche un annuncio nel fancafe coreano il giorno seguente riguardo a un comeback coreano previsto per novembre 2014. Il 10 novembre, i Cross Gene pubblicarono il loro secondo singolo digitale "I'm Not a Boy, Not Yet a Man".
I vocalist principali dei Cross Gene, Seyoung e Yongseok, vennero entrambi aggiunti ai cast di distinti spettacoli teatrali con inizio a novembre. I Cross Gene si esibirono anche al Skechers Sundown Festival di Singapore il 22 novembre e presero parte alla Super Handsome Live 2014 il 26, 27 e 28 dicembre a Pacifico Yokohama.

### 2015: promozioni giapponesi e coreane
Shin assunse un ruolo regolare ad Aja Aja Friday di FM Yokohama e Seyoung continuò ad esibirsi per il musical coreano Bachelor's Vegetable Store con le esibizioni in Giappone. Il secondo singolo giapponese dei Cross Gene "Future" venne pubblicato il 14 gennaio. Arrivò #4 nella classifica settimanale dei singoli di Oricon, raggiungendo il #3 posto cinque giorni più tardi. Future arrivò anche #5 alla classifica settimanale dei singoli di Oricon. Aja Aja Friday terminò alla fine di marzo e Shin venne trasferito al suo programma personale Shin-Kun no Yoru no Chuusday in diretta alle 23:30 ogni martedì notte su FM Yokohama.
Successivamente i Cross Gene ritornarono in Corea con "Play With Me" il 12 aprile, pubblicando anche il loro terzo mini album dallo stesso nome. Play With Me entrò nella GAON Albums Chart al #7 posto nella classifica settimanale. "Play With Me" venne anche candidata come Canzone della Settimana su SBS MTV The Show per tre volte durante le promozioni.
In seguito, i Cross Gene tornarono in Giappone con il loro terzo singolo "Love & Peace", una traccia che venne inclusa nella OST di Dual Master Revolution. Il singolo, pubblicato il 25 luglio, fu il primo singolo per il quale avessero mai scritto il testo. La pubblicazione fisica di Love & Peace venne brevemente posticipata e fu annunciato che sarebbe stato pubblicato come singolo double-A side insieme alla traccia "Shi-tai!" nonché la già precedentemente annunciata traccia, "Miracle", il 7 ottobre. "Miracle" è stata la seconda canzone pubblicata ad essere stata scritta dai membri dei Cross Gene members. Love & Peace/Shi-tai! debuttarono nella classifica giornaliera dei singoli di Oricon al 2º posto, raggiungendo l'#1. Si posizionarono #2 nella classifica settimanale e #74 nella classifica annuale dei singoli di Oricon.
I Cross Gene fecero il loro primo concerto in Corea, Be Happy Together Live (Xmas Eve Eve Night) il 23 dicembre. I biglietti del concerto vennero esauriti in un minuto. Questo fu il primo di due concerti, il secondo si sarebbe tenuto in Giappone nell'anno nuovo.

### 2016–presente:Game,Ying YangeMirror
Il 21 gennaio 2016, i Cross Gene pubblicarono il loro terzo mini-album, Game, insieme al video musicale della traccia principale "Noona, You".
A giugno 2016, i Cross Gene pubblicarono il loro primo album (giapponese) in versione integrale, Ying Yang. L'album comprendeva 14 tracce tra cui la traccia principale "Ying Yang", una canzone per i fan, "Tegami" ("lettera" in giapponese), e altre cinque canzoni inedite: "Keep on Dancing", "Love Game", "Soba ni Ite", "Dreamer" e "No No No". A Shin venne assegnato il ruolo di Tae Oh nel drama coreano Legend of the Blue Sea, insieme a Lee Min-ho e Jun Ji-hyun. Il primo episodio del drama venne trasmesso il 16 novembre 2016 e il suo ultimo episodio il 25 gennaio 2017.
Il quarto mini-album dei Cross Gene, Mirror, venne pubblicato l'8 febbraio con una traccia principale chiamata "Black or White".
Il 31 agosto venne rivelato che il membro cinese Casper aveva lasciato il gruppo. La compagnia annunciò di non avere intenzione di aggiungere nuovi membri, e che sarebbero rimasti un gruppo da 5 membri.
Poco dopo, l'8 settembre, venne annunciato che i membri Seyoung, Sangmin e Yongseok avrebbero fatto parte di una nuova sub-unit, X HEARTS (크로스하츠). Fecero 4 mini-live, chiamate U&I=ONE, in 3 diverse città: Jeonju (16 settembre), Busan (17 settembre) e altre due il 24 settembre a Seoul. Al membro Shin venne anche dato un ruolo nel nuovo drama 20th Century Boy and Girl come il fratello minore di Han Ye-seul, Sa Min-ho. Il primo episodio sarebbe dovuto andare in onda il 2 ottobre, ma fu posticipato. I primi 4 episodi sono andati in onda lunedì 9 ottobre.
Il giorno 10 Dicembre 2018 il membro giapponese, Takuya, annuncia il suo abbandono del gruppo.

## Formazione
- Seyoung (세영?) nato Lee Seyoung (이세영?) l'8 febbraio 1990 (35 anni).
- Shin (신?) nato Shin Wonho (신원호?) il 23 ottobre 1991 (33 anni).
- Sangmin (상민?) nato Kim Sangmin (김상민?) il 7 luglio 1992 (32 anni).
- Yongseok (용석?) nato Kim Yongseok (김용석?) l'8 gennaio 1993 (32 anni).

### Ex componenti
- Takuya (타쿠야?) nato Terada Takuya (寺田拓哉 (Terada Takuya?)) il 18 marzo 1992 (32 anni).
- Casper (캐스퍼?) nato Chu Xiao Xiang (储晓祥S) il 20 marzo 1991 (33 anni).
- J.G. 제이지?) nato Gao Jia Ning (高家宁S) il 12 gennaio 1993 (32 anni).

## Discografia

### In coreano

#### EP
- 2012 – Timeless: Begins
- 2015 – Play With Me
- 2016 – Game
- 2017 – Mirror
- 2018 – Zero

### In giapponese

#### EP
- 2012 – Timeless: Future
- 2013 – With U

## Videografia
| Anno | Video musicali                     | Durata | Album                   |
| ---- | ---------------------------------- | ------ | ----------------------- |
| 2012 | "La-Di Da-Di"                      | 3:15   | Timeless: Begins        |
| 2012 | "Sky High"                         | 3:14   | Timeless: Begins        |
| 2012 | "For This Love"                    | 2:50   | Timeless: Begins        |
| 2012 | "La-Di Da-Di" (Japanese version)   | 3:15   | Timeless: Future        |
| 2012 | "For This Love" (Japanese version) | 3:13   | Timeless: Future        |
| 2013 | "Shooting Star"                    | 4:37   | Ying Yang               |
| 2014 | "Amazing (Bad Lady)"               | 2:45   | Play With Me            |
| 2014 | "Shooting Star" (Korean version)   | 4:37   | Shooting Star (singolo) |
| 2014 | "Billion Dolla"                    | 6:29   | Future (singolo)        |
| 2014 | "I'm Not a Boy, Not Yet a Man"     | 3:50   | Play With Me            |
| 2014 | "Future"                           | 4:11   | Ying Yang               |
| 2015 | "Play With Me"                     | 4:00   | Play With Me            |
| 2015 | "Play With Me" (dance version)     | 3:31   | Play With Me            |
| 2015 | "Play With Me" (lip sync version)  | 3:31   | Play With Me            |
| 2015 | "Love & Peace"                     | 4:36   | Ying Yang               |
| 2015 | "Shi-tai!"                         | 3:24   | Ying Yang               |
| 2016 | "Noona, You"                       | 3:29   | Game                    |
| 2016 | "Ying Yang"                        | N/A    | Ying Yang               |
| 2017 | "Black or White" (Drama Version)   | 5:56   | Mirror                  |
| 2017 | "Black or White" (Dance Version)   | 4:14   | Mirror                  |

## Filmografia
| Anno | Titolo       | Canale | Note |
| ---- | ------------ | ------ | --- |
| 2012 | Cross BattLE | HTB    | Reality TV show                                                                                             |
| 2014 | ZEDD         | -      | Film- Shin è Nine, Seyoung è Zero, Casper è Six Hundred, Yongseok è Seven, Sangmin è Thirteen e Takuya è Xi |

## Tournée
- Cross Gene 1st Concert In Japan "Cross U" (2013)
- Cross Gene 2nd Concert In Japan "With U" (2013)
- Cross Gene Live In Japan "Rock U" (2013)
- Cross Gene Concert In Japan "Cross Show: Zedd" (2014)
- Cross Gene Concert In Seoul "Be Happy Together - X Mas Eve Night" (2015)
- Cross Gene Live In Japan "Be Happy Together - New Year Luv Night (2016)
- Cross Gene Live "Mirror" (2017)